# Konoha-tengu
Konoha-tengu (木の葉天狗) são criaturas fantásticas, uma derivação do tengu, do folclore japonês, também conhecidas como yōkais.
Acreditava-se que algumas vezes durante a noite, eram avistados criaturas aladas com 2 metros de envergadura pescando com suas garras. Os konoha-tengu eram inferiores aos tengu, porque não tinham acumulado poderes sobrenaturais suficientes.